# 内藤頼敦
内藤 頼敦（ないとう よりあつ）は、江戸時代後期の信濃国高遠藩の世嗣。

## 略歴
6代藩主・内藤頼以の長男として誕生。
高遠藩嫡子として生まれたが夭逝する。頼敦没後は次弟・頼容が嫡子となった。